# Каварнья
Каварнья (італ. Cavargna) — муніципалітет в Італії, у регіоні Ломбардія, провінція Комо.
Каварнья розташована на відстані близько 540 км на північний захід від Рима, 70 км на північ від Мілана, 30 км на північ від Комо.
Населення — 228 осіб (2014).
Щорічний фестиваль відбувається 10 серпня. Покровитель — святий мученик Лаврентій.

## Демографія
Населення за роками:

Станом на 1 січня 2023 року в муніципалітеті офіційно проживали 2 іноземці (громадяни Швейцарії).

## Сусідні муніципалітети
- Боньйо
- Понте-Капріаска
- Сан-Наццаро-Валь-Каварнья
- Сант'Антоніо
- Вальколла
- Валь-Реццо